# Износ монет
Износ, абразия, стирание монет — естественная, в результате участия в обращении (в отличие от злонамеренной — см. «Обрезывание монет», «Фальшивомонетничество»; и в отличие от технологической — см. «Брак монеты»), потеря монетой стандартного веса или получение различных механических повреждений.
Чем выше скорость обращения монеты и чем дольше срок её участия в расчётах, тем выше степень износа. Так, золотая монета за 30 лет обращения теряет 1,5—2% своего первоначального веса.
В исторической ретроспективе естественное стирание монет рассматривается в экономической литературе как первый шаг к превращению товарных (действительных) денег в денежные знаки, в знаки стоимости.

## Признаки платёжеспособности монет в Российской Федерации
В настоящее время общий принцип определения платёжеспособности изношенных монет таков:
- Если доля утраченного в результате обращения металла у золотых и серебряных монет ниже установленного законом уровня (предельного веса изношенной монеты или ремедиума), то монеты принимаются к оплате или к обмену по номиналу, если выше, а также если монеты стёрты до такой степени, что невозможно определить их подлинность и/или номинал, — по фактическому содержанию драгоценного металла или по цене лома[8][2].
- Износ монет из недрагоценных металлов, низкопробных или разменных монет при сохранении изображений аверса и реверса, как правило, не влияет на их стоимость как законных платежных средств, поскольку номинал таких монет выше цены металла, из которого они изготовлены[9][10][3].

В Российской Федерации признаки платежеспособности монет регулируются Указанием Центрального банка «О признаках платежеспособности и правилах обмена банкнот и монеты Банка России». В соответствии с этим документом, платежеспособными считается монеты Банка России, имеющие силу законного средства наличного платежа на территории Российской Федерации (в том числе изымаемые из обращения), не содержащие признаков подделки, без повреждений или имеющие мелкие механические повреждения, но полностью сохранившие изображение на аверсе и реверсе. Поскольку банкноты и монеты со временем могут испортиться, но при этом они не теряют своей подлинности, указание ЦБ РФ предусматривает возможность обмена таких износившихся денежных знаков, если:
- имеет изменения первоначальной формы (погнутая, сплющенная, надпиленная, имеющая отверстия и следы удаления металла), но полностью сохранившая изображение на аверсе и реверсе;
- имеет следы воздействия высоких температур и агрессивных сред (оплавленная, травленая, изменившая цвет);
- имеет брак изготовителей.

Обмен банкнот и монет производится бесплатно по номиналу и без ограничений суммы.
Неплатежеспособными и не подлежащими обмену признаются банкноты и монеты Банка России, не имеющие силы законного средства наличного платежа на территории Российской Федерации, или содержащие признаки подделки, или имеющие повреждения, (кроме повреждений, при которых возможен обмен).